# Gyermektanulmányi Könyvtár
A Gyermektanulmányi Könyvtár egy 20. század eleji magyar pszichológiai könyvsorozat, amelyet Nógrády László szerkesztett. A sorozat a következő köteteket tartalmazta:
- 1. Nógrády László: A gyermek és a játék. 1912. 301 l.
- 2. Ranschburg Pál: Pszichológiai tanulmányok. 1. k. 1913. XIV, 236 [1] l.
- 3. Grósz Gyula: Gyermekegészségtan. 1914. VIII, 307 [1] l.
- 4. Ranschburg Pál: Pszichológiai tanulmányok. 1. k. 1913. XIV, 236 [1] l.
- 4. Nagy László: A háború és a gyermek lelke. 1. rész. 1915. 143 l.
- 6. Binet Alfréd: Az iskolásgyermek lélektana. Ford.: Dienes Valéria. 1916. XV, 1, 336 l.
- 7. Nógrády László: A mese. 1. rész. A gyermekmese. 1917. XI, 1, 232, XXXII l.